# Ophiorrhabda dryoptycha
Ophiorrhabda dryoptycha är en fjärilsart som beskrevs av Edward Meyrick 1922. Ophiorrhabda dryoptycha ingår i släktet Ophiorrhabda och familjen vecklare. Inga underarter finns listade i Catalogue of Life.